# عتیق رحیمی
عتیق رحیمی (زادهٔ ۲۶ فوریه ۱۹۶۲ در کابل) نویسنده و کارگردان فارسی‌زبان افغانستانی-فرانسوی است. او در ۱۰ نوامبر ۲۰۰۸ جایزه معتبر گنکور را برای رمان سنگ صبور و جایزهٔ بهترین فیلم داستانی را در هفتادمین جشنواره بین‌المللی فیلم برلین برای فیلم بانوی رود نیل کسب کرد.

## زندگی
رحیمی در دبیرستان فرانسوی کابل تحصیل کرد و زبان فرانسوی را در همان دوران فرا گرفت. او در زمان جنگ‌های داخلی افغانستان در سال ۱۹۸۴ درحالی که در ۲۲ سالگی به پاکستان گریخت و پس از درخواست پناهندگی از سفارت فرانسه به پاریس رفت. در سال ۱۹۸۹ برادر کمونیست او در افغانستان کشته شد، اما عتیق یک سال بعد از مرگ برادرش آگاه شد. هم‌اکنون پدر و مادر رحیمی و یکی از خواهران‌اش در آمریکا و خواهر دیگرش در کابل زندگی می‌کنند.
رحیمی در سال ۲۰۰۲ به افغانستان بازگشت و در کشورش به فعالیت‌های هنری مانند ساخت فیلم و مجموعه‌های تلویزیونی پرداخت. او با رحیمه رحیمی ازدواج کرده است و یک پسر و یک دختر دارد و اینک در منطقهٔ ۸ پاریس ساکن است.

## حرفه
رحیمی پس از ورود به فرانسه، در دانشگاه روآ به تحصیل ادبیات مدرن فرانسه پرداخت و پس از آن مدرک دکترایش را در رشته سینما از سوربون دریافت کرد. او نخستین رمان خود به نام خاکستر و خاک را در سال ۱۹۹۶ نوشت. این رمان در سال ۲۰۰۰ توسط سابرینا نوری از فارسی به فرانسه ترجمه شد و در همان سال انتشار یافت. رحیمی در سال ۲۰۰۴ بر اساس رمان خاکستر و خاک، نخستین فیلم خود به نام خاک و خاکستر را کارگردانی کرد. او با این فیلم در جشنواره سینمایی کن ۲۰۰۴ شرکت کرد و جایزه بخش نگاهی بسوی آینده را به دست آورد.
او سه رمان نخست خود را به زبان فارسی و رمان سنگ صبور را به زبان فرانسوی نوشت. رحیمی در ۱۰ نوامبر ۲۰۰۸ با رمان سنگ صبور، برنده جایزه گنکور شد. این جایزه ادبی هر ساله از سوی آکادمی گنکور فرانسه به برترین اثر ادبی که به زبان فرانسوی نوشته شده باشد، اعطا می‌شود. آخرین رمان او سقاءها (Les porteurs d'eau) نام دارد که در آغاز ۲۰۱۹ در پاریس انتشار یافت و در ۱۳۹۸ به فارسی نیز برگردانده شده است.

## آثار
- خاکستر و خاک (رمان، ۲۰۰۰)
- هزارخانه خواب و هراس (رمان، ۲۰۰۲)،[۱] ترجمه مهدی غبرایی، نشر ثالث
- بازگشت تصوری (داستان، ۲۰۰۵)[۱]
- سنگ صبور (رمان، ۲۰۰۸) (Pierre de patience)، ترجمهٔ نخست توسط ساسان تبسمی، نشر افراز، ۱۳۸۷؛ ترجمهٔ دوم توسط گروه مترجمان مهرگان، انتشارات سخن گستر-مشهد، ۱۳۸۸؛ ترجمهٔ سوم توسط مهدی غبرایی، نشر ثالث، ۱۳۹۵
- لعنت به داستایوفسکی A Curse on Dostoevsky (رمان، ۲۰۱۳)، ترجمه مهدی غبرایی، نشر ثالث
- سقاها، مترجم فریس آبادی، 1400.
- سقاءها (به فرانسوی: Les Porteurs d'eau)، مترجم محمدجواد کمالی، نشر قطره، 1400.

### فیلم
- خاک و خاکستر (Terre et cendres) (۲۰۰۴)
- سنگ صبور (۲۰۱۲)
- بانوی رود نیل

## جایزه‌ها
- جایزه ادبی یلدا در ایران به عنوان نویسنده برتر غیرایرانی فارسی‌زبان (۱۳۸۲)
- جایزه ادبی گنکور برای رمان سنگ صبور (۲۰۰۸)

## ماجرای ترجمه کتاب‌های عتیق رحیمی
در تاریخ ۲۳ فروردین ۱۳۹۵ ایسنا خبری منتشر کرد مبنی بر ترجمه کتاب‌های عتیق رحیمی از زبان انگلیسی به زبان فارسی توسط مهدی غبرایی در صورتی که کتاب‌ها از فارسی به انگلیسی ترجمه شده بودند و دوباره از انگلیسی قرار بود به فارسی ترجمه شود و علت آن را مهدی غبرایی چنین گفت: با توجه به این‌که برخی از این آثار به فارسی دَری نوشته شده بود ناشر تصمیم گرفت این آثار به فارسی رایج در ایران ترجمه شود، زیرا بعضی مفاهیم فارسی دری در ایران فهمیده نمی‌شود. با انتشار چنین خبری عتیق رحیمی در یادداشتی که با عنوان «من هم از این تمدنم، از این زبان فرهنگی و از این فرهنگ زبانی» در پاریس نوشته شده چنین واکنش نشان داد که با آگاهی از برگرداندن دو کتابم که هر دو را به فارسی نوشته‌ام از زبان انگلیسی به زبان فارسی، آن هم با خامهٔ مترجم بس توانا مهدی غبرایی، کاملاً بهت‌زده شده‌ام. نمی‌دانم چه کسی این‌چنین تصمیمی گرفته؟ و چرا؟ و خواسته است که بنگاه نشرات ثالث که به‌عنوان یک بنگاه مهم و بس معتبر، آن هم از سرزمین بافرهنگ و متمدنی چون ایران، در این مورد با تمام مسؤولیت برخورد کند و چاپ و پخش کتاب‌هایم را متوقف سازد؛ زیرا چنین عملی، اهانتی است نه‌تنها در برابر زبان فارسی، بلکه در برابر نویسندگی، کار ترجمانی و پیشهٔ بس حساس نشراتیِ فرهنگ دو سرزمین هم‌زبان و هم‌ریشه.